# Кососимметричная матрица
Кососимметричная (кососимметрическая  или  антисимметричная)  матрица — квадратная матрица {\displaystyle A} 
над полем {\displaystyle k} характеристики, отличной от 2, удовлетворяющая соотношению:
{\displaystyle A^{T}=-A,}
где {\displaystyle A^{T}} — транспонированная матрица. 
Для {\displaystyle n\times n} матрицы {\displaystyle A} это соотношение эквивалентно:
{\displaystyle a_{i,j}={}-a_{j,i}} для всех {\displaystyle i,j=1,2,\ldots ,n},
где {\displaystyle a_{i,j}} — элемент {\displaystyle i}-ой строки и {\displaystyle j}-го столбца матрицы {\displaystyle A}.

## Свойства
- Ранг кососимметрической матрицы всегда чётный.
- Любая квадратная матрица В над полем характеристики, отличной от 2, есть сумма симметрической и кососимметрической матриц, которые определяются единственным образом.
- Ненулевые корни характеристического многочлена вещественной кососимметрической матрицы — чисто мнимые числа.
- Вещественная кососимметрическая матрица подобна блочно-диагональной матрице с нулевыми недиагональными блоками и диагональными блоками {\displaystyle 2\times 2} вида

{\displaystyle {\begin{pmatrix}0&a\\-a&0\end{pmatrix}}}.
- Множество всех кососимметрических матриц порядка {\displaystyle n} над полем {\displaystyle k} образует алгебру Ли над {\displaystyle k} относительно сложения матриц и коммутирования:

{\displaystyle [A,B]=AB-BA}.